# Iyasou Ier d'Éthiopie
Iyasou Ier (né en 1654 et mort le 13 octobre 1706) fut Négus d’Éthiopie de 1682 à 1706 sous le nom d'Adyam Sagad Ier.

## Biographie
Il succède à son père Yohannès Ier d'Éthiopie (1640-1682).
Iyasou est le dernier souverain puissant que connaît l’Éthiopie avant de tomber dans un siècle et demi de désordres. Son règne autoritaire est jalonné de synodes où les religieux des différentes tendances discutent sur les natures du Christ. Le roi est parfois obligé de réprimer leurs ardeurs.

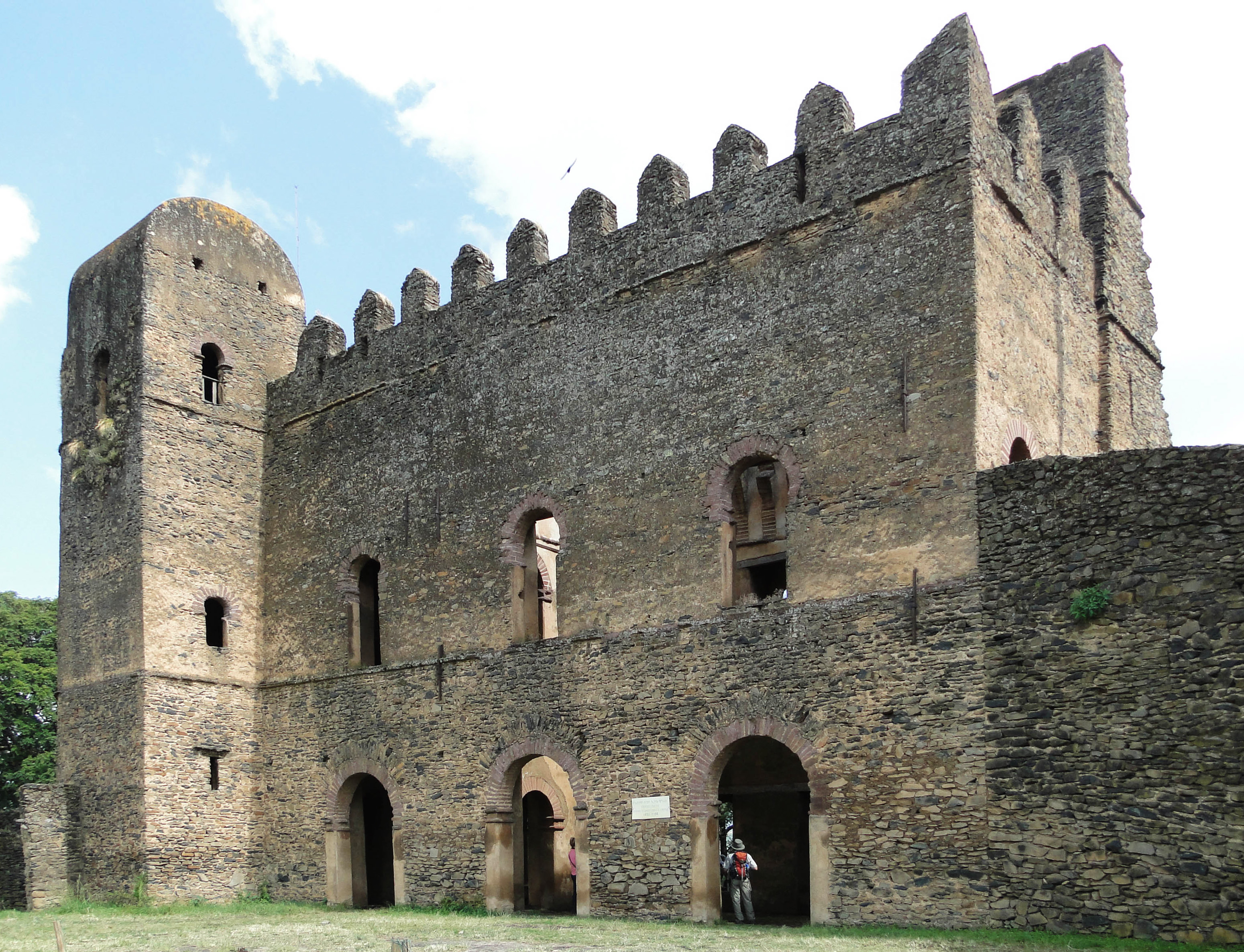
Palais de Iyasou dans le Fasil Ghebbi à Gondar

Iyasou mène des expéditions contre les Chanqalla des frontières occidentales et contre les Gallas. Ceux du Guibié, païens, ont emmené en esclavage plusieurs milliers de chrétiens et en sacrifient à l’occasion pour apaiser leurs dieux. Les troupes éthiopiennes les taillent en pièces. Leur chef Dilamo est décapité. Au Choa, où il visite le sanctuaire de Tédbaba-Maryam, Iyasou montre sa force pour éviter de l’employer. Il réduit au respect le naïb établi par les Turcs à Hirgigo (Arkiko), qui voulait prélever une taxe sur les présents destinés au souverain, en supprimant son ravitaillement venu d’Éthiopie.
L’Éthiopie est alors particulièrement prospère grâce à la fréquence des caravanes envoyées vers les ports de l’Érythrée et par le sultanat de Sennar, vers l’Égypte.
Iyasou fait construire à Gondar le sanctuaire de Debra-Berhan (couvent de la Lumière). Il édifie à Gondar un second palais luxueux, orné d’ivoire avec des plafonds dorés, des boiseries ornées de peintures, de hauts miroirs. Son règne est marqué par le faste et les grandes chasses auxquelles il participe activement (il est blessé par un buffle).
En 1699, un médecin français vivant au Caire, Jacques-Charles Poncet, se rend à Gondar pour soigner le Négus et son fils.
Iyasou fait réviser le Fétha-Nagast, qui sert de code au royaume. Les règles judiciaires sont perfectionnées.
En 1706, le négus Iyasou le Grand doit abdiquer devant les intrigues de son fils Takla Haïmanot. Il se retire dans un monastère sur une île du lac Tana. Quelques mois plus tard, le 13 octobre 1706, Takla Haïmanot, qui craint son retour sur le trône, le fait assassiner : abattu d’un coup de fusil, il est achevé à la lance. Iyassou est inhumé dans une tombe monumentale sur Mitraha une île du lac Tana. Sa mort brutale le fait considérer comme saint et martyr. L’Éthiopie sombre ensuite progressivement dans l’anarchie.